# Suares
Suares es una parroquia y un lugar del concejo asturiano de Bimenes, en España.
En sus 5,34 km² habitan un total de 269 personas (2011) repartidas entre las poblaciones de Suares y Las Cabañas y algo más de una docena de caserías. 
El lugar de Suares se encuentra a unos 460 m s. n. m., a unos 4 km de Martimporra, la capital del concejo. En él habitan 108 personas.
Sus principales actividades económicas son la agricultura y la ganadería, a las que se unen el sector de servicios con el alquiler de casas rurales en la zona. También contó con explotaciones mineras, como fueron la Mina del Pinganón y la Mina de Los Malatos.
En la localidad se encuentra también La Casa de Les Radios, un museo dedicado al mundo radiofónico que cuenta con una gran cantidad de radios.

## Núcleos[3]
- Argamoso (L'Argumusu en asturiano y oficialmente)
- Baragaña (La Bargaña)
- Canales (Los Canales)
- Casa del Monte (La Casa'l Monte)
- Casa del Río (La Casa'l Río)
- Castañera
- Cueto de Suares (El Cuitu)
- Estación (El Fierrocarril)
- Fadiello (El Faidiillu)
- La Cantera
- La Cruz
- Las Cabañas (Les Cabañes)
- Las Cruces (Les Cruces)
- Llantada (La Llantá)
- Riega la Tobe
- Suares
- Texuca (La Texuca)